# Ida Ekman
Ida Ekman (Helsinki 22 april 1875 – aldaar 14 april 1942) was een Fins zangeres. Haar stembereik was sopraan. Ze was gespecialiseerd in oratoria en liederen.
Ze werd geboren in het gezin van rabbijn Israel Jacob Morduch en Eva Grünblatt, beide geboren in Polen. Zij huwde in 1896 met pianist Karl Ekman. Zij waren de ouders van Karl Ekman, die een biografie zou schrijven over Jean Sibelius (1935).
Haar muzikale opleiding kreeg ze in Helsinki bij Abraham Öjanperä, in Wenen bij Pauline Lucca, in Duitsland en in Italië. Ze zong tijdens concerten uiteraard met haar man, maar bijvoorbeeld ook met Edvard Grieg. Haar eerste optreden vond plaats eind 1894. Via haar maakte Johannes Brahms in 1895 kennis met de muziek van Sibelius. In de zomer van 1900 zong ze onder leiding van Robert Kajanus tijdens een aantal concerten met de voorloper van het Filharmonisch Orkest van Helsinki, waarbij ze met verschillende programma’s ze ook Parijs en Christiana aandeden. In datzelfde jaar zong ze in het Concertgebouw met het Concertgebouworkest onder leiding van Willem Mengelberg. Op het programma stond onder meer Les nuits d'été van Hector Berlioz. In 1902 was ze te horen en te zien in de programma georganiseerd door Agathe Backer-Grøndahl en Johan Backer Lunde, die tevens de begeleiding verzorgden in de concertzaal Brødrene Hals in Oslo, waar ook liederen van Sibelius ten gehore werden gebracht. Ze zou daar regelmatig terugkeren. De 1903-aprileditie van Svensk Musiktidning is aan haar gewijd.
Ze zong veel liederen van Sibelius, die haar een van de beste vertolksters van zijn liederen vond. Hij droeg dan ook sommige van zijn liederen aan haar op, net als andere componisten. Onder meer Agathe Backer-Grøndahl, Cécile Chaminade, Ernst Mielck en Erkki Melartin droegen werken aan haar op. Ekman verzocht bij Sibelius zelf om enkele orkestraties van zijn liederen.
In 1910 beëindigde ze haar actieve loopbaan en begon les te geven.
Van de zangeres zijn enige opnamen beschikbaar gebleven, uiteraard ontbreken sommige liederen van Sibelius daarin niet (Ida Ekman Recordings 1904-1908). Maar ze nam ook liederen op van Richard Strauss op. 
Het programma van het optreden in Parijs in 1900 luidde als volgt:
- Karl Collan: Wasamars
- Jean Sibelius: Finlandia
- Armas Järnefelt: Adagio en Praeludium
- Robert Kajanus: Finse rapsodie nr. 1
- Jean Sibelius: Kung Kristian II svit
- Robert Kajanus: Aino, symfonisch gedicht
- Fredrik Pacius: Suomis sang
- Jean Sibelius: Alla marcia

- Gemeinsame Normdatei: 1190674491
- International Standard Name Identifier: 0000 0000 4554 8003
- Library of Congress Control Number: no2001096688
- MusicBrainz: 760448c9-2964-4cad-a4fa-61799ede2387
- Nationale Bibliotheek van Israël: 987010984311805171
- SNAC: w69h2zdh
- Virtual International Authority File: 14428814
- WorldCat: E39PBJg4p8tMX9D8PXKYbrCfbd